# NGC 1159
NGC 1159 ist eine spiralförmige Zwerggalaxie vom Hubble-Typ SBcd mit hoher Sternentstehungsrate im Sternbild Perseus am Nordsternhimmel. Sie ist schätzungsweise 123 Millionen Lichtjahre von der Milchstraße entfernt und hat einen Durchmesser von etwa 9.000 Lichtjahren. Vom Sonnensystem aus entfernt sich die Galaxie mit einer errechneten Radialgeschwindigkeit von näherungsweise 2.600 Kilometern pro Sekunde.
Im selben Himmelsareal befinden sich unter anderem die Galaxien NGC 1171, PGC 11392, PGC 2216396, PGC 2227767.
Das Objekt wurde am 2. Dezember 1883 vom französischen Astronomen Édouard Stephan entdeckt.